# 线性二色性
线性二色性（英語：Linear dichroism，简称LD）是主要用于研究分子功能和结构的光谱技术。LD可以通过平行或垂直于一个取向方向轴的光吸收的差异测得。LD的测量基于光和物质之间的相互作用，是电磁光谱的一种形式，如今主要应用在研究生物高分子（如DNA）及人工合成的聚合物方面。

## 基本原理
线性偏振
LD是使用线性偏振光，即被偏振（极化）仅在一个方向上波动的光。光产生的波由仅在一个面内振动的电场向量，使光以典型的正弦曲线形式传播通过空间。通过使用平行和垂直于分子取向方向的偏振光，可以测量某一个一维的分子相对于其他分子多吸收了多少能量，为实验主义者提供了信息。
已知光和分子的相互作用，当分子开始吸收光，由于电子被光子激发，能级升高，进入分子的光强将发生变化。这个电子变化称为电子跃迁，其方向称为电子跃迁极化。LD测量正是依据这个性质。
一个取向分子的LD值可以被下列等式计算：
LD = A║- A┴ ，
A║是平行于取向轴的光吸收，A┴ 是垂直于取向轴的光吸收。
注意：任何波长的光可被用于产生LD信号。
LD信号因此有两个极限。对于一个电子跃迁方向平行于取向轴的化学系统，可写作下式：
LD = A║- A┴ = A║ > 0
对大部分化学系统这代表电跃迁极化顺着分子的长度（即，平行于取向轴）。
或者，电子跃迁极化可被视为完全垂直于分子的取向，给出下式：
LD = A║- A┴ = - A┴ < 0
这个等式代表记录到的LD信号是电跃迁极化顺着分子的宽度（即，垂直于取向轴），是两个轴中较小的一个。
因而，LD可用在两个方面。如果已知分子在流动中的取向，实验者可观测分子极化（偏振化）的方向，进而考虑分子的化学结构；或者如果极化方向是已知的，则可用来测定分子在流动中的取向。
对大分子而言，一些定性的信息如发色基在空间中如何取向可以通过LD信号简单的获得。而分子取向多数情况下遵循这样一个定量的描述：
{\displaystyle LD^{r}={\frac {LD}{A}}={\frac {A\rVert -A\bot }{A}}={\frac {3}{2}}S(3cos^{2}\alpha -1)}
这里LDr是 所谓的简化LD。S是一个比例常数（取向因子），对完美取向来说S=1，对随机取向来说S=0，决定了宏观取向的效率。α是特定波长吸 收光产生 的跃迁矩和参考系坐标轴的夹角（如果有在同一波长有多个跃迁吸收那么取平均值）。A是在各项同性溶液中的吸收度，即无定向条件下。注意：A、A║、A┴和 LD一样有相同的浓度c和厚度l。因此我们不需要知道样品的浓度和厚度。
此方程表明在任何取向系统，跃迁矩和参考坐标轴有夹角α，则在以轴为中心形成圆锥上的可能性相等。例如发色团沿着一个螺旋结构存在。
若样品满足宏观上单轴的条件，如在聚合物薄膜上向一个方向拉伸或者存在于电场中的极性分子，A║、A┴和A有一个简单的关系，使得不需要同时测定这三个量。
A=1/3(A║+ 2A┴)

## 紫外线二色光谱
UV LD
有一部分生物分子，特别是大型的，易弯曲的，长的分子，通过如NMR和X光衍射法较难判定结构。UV LD（200-400nm）是应用于分析此类分子的代表性方法。尤其是测定DNA构型和药物-DNA系统的几何键合情况。

### 测定DNA的基本理论
DNA非常适合于UV LD测定，分子很长且薄，使得它很容易在流动中取向，产生强烈的LD信号。用UV LD测定的DNA系统包括DNA-酶复合物和DNA-配体复合物，后者的构成易通过动力学实验观察。
核酸吸收和LD谱容易在UV区（最小到180-190nm）处测得，这是被嘌呤和嘧啶的π→π*所控制，此跃迁均于碱基平面内极化。

### DNA配体键合
一 旦明白了DNA自身取向，下一步就是运用LD来探测DNA和小配体分子的键合和取向情况。一个关键的LD研究特性是如果没有明确的键合，就没有配体跃迁的 LD。相反，假象的配体LD信号从吸收带中的消失证实了配体的键合。尽管LD不能告诉我们配体在何处和DNA键合，但它可用来测定配体的取向（如果配体跃 迁矩已知）。这经常给键合模式提供有意义的线索。配体和DNA的键合可以以多种形式，包括对序列和取向的考虑。一般而言以以下几种形式：
- 外部：键合在磷酸骨架上：这种模式的取向是不确定的而且引起的LD（和CD）信号很小。
- 夹层：键合在DNA碱基之间：这种模式需要平面状分子，DNA链解开，在临近的碱基对之间打开一个口子，配体像三明治一样的夹在其中。
- 在小槽中：这种模式被芳香型分子经常采用，包括有一定旋转自由度的核内键合。例如，长分子如纺锤菌素，偏段霉素，烟酸已可碱33258和DAPI（4',6二脒基-2-苯吲哚盐酸),可以顺着槽的曲率紧密结合在小槽内，太大而不能夹层的分子更喜欢这种键合模式。这些分子的长轴和DNA螺旋轴夹角α=45°，短轴与螺旋轴垂直（平行于碱基对）。
- 在大槽中：这种键合模式在多种调整蛋白中被发现，大槽有足够的空间使小配体分子在其中有多种取向。

LD较多应用在上述的第2，3种情况中。实际实验中，通常使用ct-DNA，A-T碱基聚合物，G-C碱基聚合物。分别测定ct-DNA的LDr，ct-DNA和配体混合后的的LDr,(A-T)n和配体混合后的LDr值，及(G-C)n和配体混合后的LDr值。通过纯DNA的LDr，代入公式求出S（其中α=90°，即碱基对与螺旋轴的夹角），再分别由三种混合物的LDr值，代入S，求得α，通过夹角判定键合模式。

### 多肽
典型的多肽吸收光谱在180-240nm区域内显示由三种电子跃迁决定的特征：酰胺残基在200nm周围的两个从π到π*的强烈激发跃迁矩，和一个220nm周围从n到π*的弱激发跃迁矩。对α螺旋的多肽来说，一个组分（210nm）顺着螺旋轴方向，另一个（190nm）垂直于螺旋轴。如果n→π*跃迁是由于一个只包含碳的发色基，它的偶极矩变化为0。对多肽来说，酰胺发色基的不对称性导致了π轨道的偶合，跃迁需要一些电特性和每个残基上的电子跃迁偶极矩。
可以通过拉伸在二氧化硅面上的潮湿薄膜定向聚L-谷氨酸并测定A║和A┴。A║指偏振光平行于薄膜拉展方向，这个方向可能和细丝状的α螺旋多肽分子更倾向的取向方向相同（螺旋轴）。

## 校准方法
即将分子排布方向保持一致的方法
库埃特流 
库埃特流取向系统是应用最广泛的UV LD样品取向方法，是现在仅有的确立溶液相中平均分子取向的方法。此方法只需要极少量的样品（20-40微升）用于分析LD光谱。系统的另一个优点是对样品的循环使用，允许对每个样品的重复测定，减少了最终录得谱的背景噪声影响。
它的操作模式非常简单，将样品放在一个旋转的管和一个固定棒之间。样品在管中不断旋转，光束照射通过样品，从水平偏振光计算得平行吸收，从垂直偏振光计算得垂直吸收。库埃特流UV LD是现在唯一商业上适用的平均LD取向方法
拉伸薄膜
拉伸薄膜线二色性谱是基于合并样品分子和聚乙烯薄膜的取向方法。拉伸聚乙烯薄膜导致原本随机取向的分子'跟随'薄膜的运动。薄膜的拉伸导致样品分子和拉伸方向取向一致。

## 相关技术
- 圆二色性
- 环性二色谱
- 荧光探测线二色谱
- 红外线二色谱
- X光线二色谱显微镜法